# Červený dvůr (České Budějovice)
Červený dvůr (německy Röthehof nebo také Rothof) je bývalý zemědělský dvůr, později zámeček a bývalá kulturní památka v Mladém, městské části České Budějovice 6.
Podle Červeného dvora se jmenuje ulice U Červeného dvora, vedoucí od budovy ke Špačkům.

## Historie

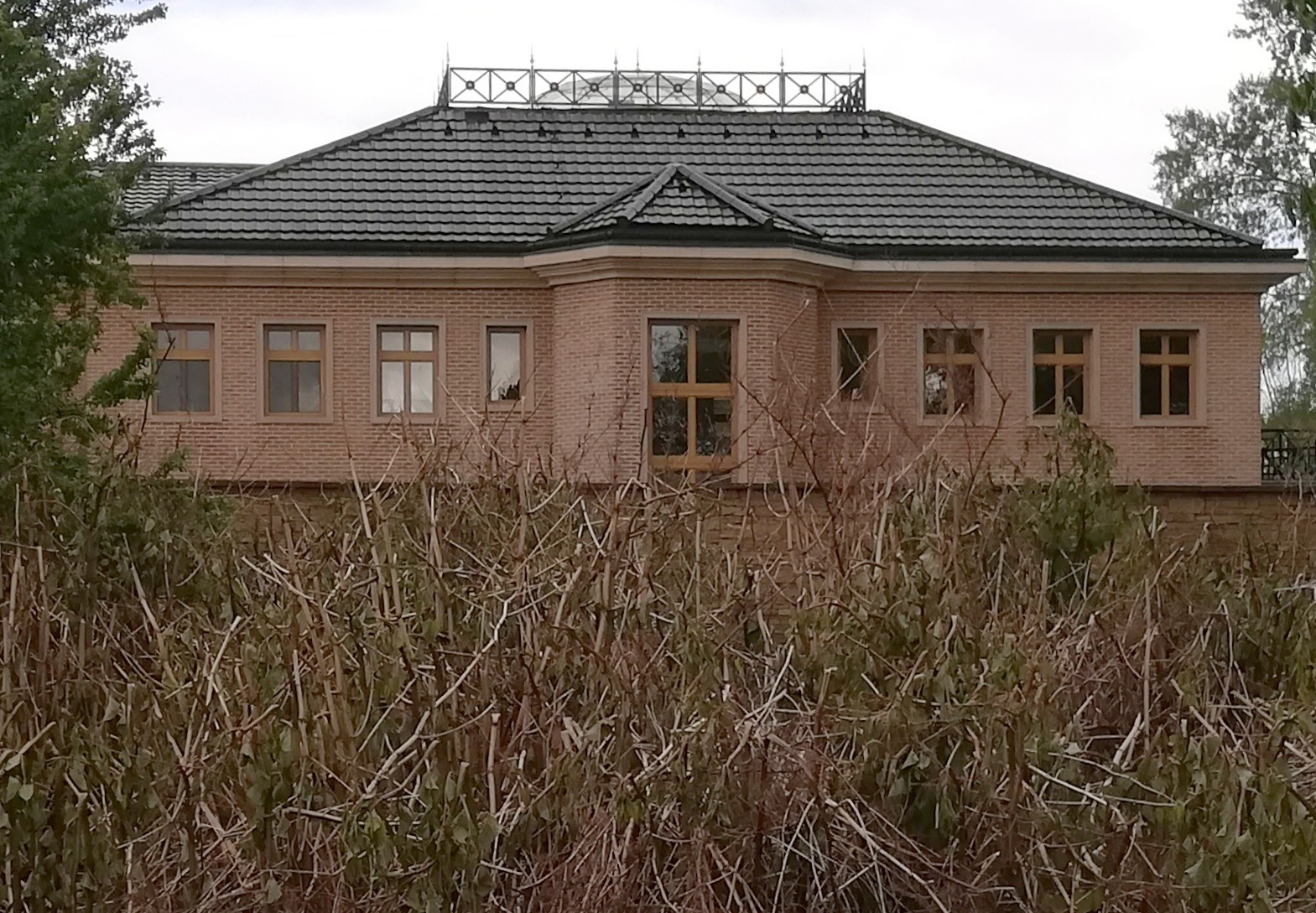
Červený dvůr, pohled od severu (stav v roce 2024)

První písemná zmínka o Červeném dvoře pochází z roku 1609. V roce 1870 zemědělský dvůr koupili Buquoyové a obytnou budovu nechali přestavět na zámeček. V letech 1894 až 1895 v zámečku bydlel tehdejší velitel 38. pěší brigády Rakousko-uherské armády – František Ferdinand d'Este.
Po roce 1990 byl dvůr přestavěn.
Dne 23. září 1999 byla památková ochrana zrušena.